# Distretto di Orcopampa
Il distretto di Orcopampa è uno dei quattordici distretti della provincia di Castilla, in Perù. Si trova nella regione di Arequipa e si estende su una superficie di 724,37 chilometri quadrati.

Ha per capitale la città di Orcopampa e contava 6.444 abitanti al censimento 2005.